# Торнеелвен
Турнеелвен или Торниойоки (на шведски: Torne älv; на фински: Tornionjoki) е река в Норвегия (провинция Норлан), Швеция (провинция Норботен) и по границата с Финландия (провинция Лапландия), вливаща се в Ботническия залив на Балтийско море. Дължина 510 km (с левия си приток Муониоелвен 565 km), площ на водосборния басейн 40 147 km².

## Географска характеристика
Река Турнеелвен изтича под името Валфойока от езерото Валфоярви, разположено на 1012 m н.в. в Скандинавските планини, на територята на Норвегия (провинция Норлан). След 2 km навлиза на шведска територия под името Камайока, а след това – Абискуйока. Под това име при шведското градче Абиску се влива в северозападната част на голямото планинско езеро Торнетреск, разположено на 342 m н.в., след което вече под името Турнеелвен изтича от югоизточния му ъгъл. В горното и средно течение Турнеелвен тече в югоизточна посока по Лапландското плато, където образува множество прагове и водопади (Вакакоски, Теракоски и др.). При градчето Юносуандо по-голямата част от водите на Турнеелвен чрез втората по големина бифуркация в света (след тази на река Кисикияре в Южна Америка) се отклоняват по река Терендьоелвен и постъпват в река Каликселвен. На 10 km югоизточно от шведското градче Паяла, при устието на левия си приток Муониоелвен (Муониойоки) Турнеелвен достига до границата с Финландия, завива на юг и оттук на протежение от 180 km служи за граница между двете държави, като тече през силно заблатени райони. Чрез малка делта се влива в най-северната част на Ботническия залив на Балтийско море при финландския град Торнио и шведския Хапаранда.
Водосборният басейн на река Турнеелвен обхваща площ от 40 147 km², от които 14 266 km² на финландска територия и около 15 km² – на норвежка. Речната ѝ мрежа е едностранно развита, с повече и по-дълги леви притоци. На изток, запад и югозапад водосборният басейн на Турнеелвен граничи с водосборните басейни на реките Кемийоки и Каликселвен, вливащи се в Ботническия залив на Балтийско море, а на северозапад, север и североизток – с водосборните басейни на реките Молселв, Рейсалелв, Алтаелв и други по-малки (от басейна на Норвежко море).
Основни притоци:
- леви – Витангиелвен, Оунасйоки, Лайниоелвен (266 km), Муониоелвен (Муониойоки, 333 km, 14 430 km²), Намийоки, Тенгелийоки;
- Десни – Раутаселвен, Луонгасйоки, Пентясйоки, Илиненйоки, Армасйоки.[1]

Турнеелвен има предимно снежно подхранване с ясно изразено пролетно-лятно пълноводие, предизвиквано от снеготопенето, характерни епизодични есенни прииждания в резултат от поройни дъждове във водосборния ѝ басейн и зимно маловодие. Среден годишен отток в устието 380 m³/s. Замръзва през ноември, а се размразява през май.

## Стопанско значение, селища
В горното течение голяма част от водите на реката се използват за промишлено водоснабдяване на големите железнорудни находища и предприятия в района на град Кируна. В устието на реката са разположени финландския град Торнио (на левия бряг) и шведския Хапаранда (на десния бряг).

## Галерия
- Река Торниойоки в района на град Торнио (Финландия)